# Sindzsongnegori állomás
Sindzsongnegori (Sinjeongnegeori) állomás a szöuli metró 2-es vonalának egyik állomása Jangcshon-ku (Yangcheon-gu) kerületben.

## Viszonylatok
| 2-es vonal                                              | 2-es vonal                   | 2-es vonal                              |
| ------------------------------------------------------- | ---------------------------- | --------------------------------------- |
| Jangcshon-ku cshong (Yangcheon-gu cheong) Sindorim felé | Sindzsong (Sinjeong) szakasz | Kkacshiszan (Kkachisan) végállomás felé |